# Адинката (комуна, Яломіца)
Адинката (рум. Adâncata) — комуна у повіті Яломіца в Румунії. До складу комуни входять такі села (дані про населення за 2002 рік):
- Адинката (2130 осіб)
- Патру-Фраць (985 осіб)

Комуна розташована на відстані 45 км на північний схід від Бухареста, 77 км на захід від Слобозії, 145 км на південний захід від Галаца, 117 км на південний схід від Брашова.

## Населення
За даними перепису населення 2002 року у комуні проживали 3115 осіб, усі — румуни. Усі жителі комуни рідною мовою назвали румунську.
Склад населення комуни за віросповіданням:
| Релігія       | Кількість осіб | Відсоток |
| ------------- | -------------- | -------- |
| православні   | 3108           | 99,8%    |
| римо-католики | 4              | 0,1%     |
| бретрени      | 2              | 0,1%     |
| реформати     | 1              | < 0,1%   |

## Зовнішні посилання
- Дані про комуну Адинката на сайті Ghidul Primăriilor [Архівовано 15 лютого 2012 у Wayback Machine.]